# Litobopyrus longicaudatus
Litobopyrus longicaudatus is een pissebed uit de familie Bopyridae. De wetenschappelijke naam van de soort is voor het eerst geldig gepubliceerd in 1982 door Markham.